# Capitalisme compassionnel
Le capitalisme compassionnel est une expression de Murthy Narayana (en) qui désigne une attitude voulant réduire les inégalités mondiales par des pratiques capitalistes éthiques (commerce équitable).

## Concept
Le concept est popularisé par Narayana lors de Forum de Davos en 2005, en affirmant que « si on ajoute à l'esprit du capitalisme justice, décence, transparence et honnêteté, on obtient du capitalisme compassionnel ». Il estime que ce capitalisme est d'autant plus nécessaire dans les pays en voie de développement, où les disparités sociales sont les plus grandes.
Pour Paul Ariès, le capitalisme compassionnel est un antidote à l'esprit mercantile, car il propose de prendre en charge les défaillances de marché.
Le concept est parfois appelé ou assimilé à celui de capitalisme équitable.